# والتر فیشر
والتر فیشر (انگلیسی: Walter Fisher؛ زادهٔ ۱ ژانویهٔ ۱۹۳۱) روان‌شناس اهل ایالات متحده آمریکا است.
فیشر، با اعمال رسمی دراماتیزم کنت برک، پارادایم روایی را به نظریۀ ارتباط معرفی کرد. فیشر استاد بازنشستۀ دانشکدۀ ارتباطات اننبرگ است.
فعالیت‌های فیشر بر مبنای این مفهوم است که مردم اساساً داستان‌نویس هستند که به عنوان نظریۀ روایت شناخته می‌شوند.
داستان گفتن یکی از قدیمی‌ترین و جهانی‌ترین شکل‌های ارتباطات است و بنابراین فیشر ادعا می‌کند که افراد در روایت اجتماعی خود با رویکرد خود روبرو هستند و تصمیم می‌گیرند و در چارچوب روایی عمل می‌کنند (فیشر ۱۹۸۴).
اساس نظریۀ رتوریکی والتر فیشر بر فهمیدن ارتباطات انسانی از چشم‌انداز پارادایم روایت  است. مقصود فیشر از روایت صرفاً انشایی داستانی نیست که مفروضات آن درست یا غلط باشد، بلکه او از روایت، کنش سمبلیک را اراده می‌کند یعنی کلمات، جملات یا کنش‌هایی که برای کسانی که آنها را خلق و تفسیر می‌کنند توالی و معنا دارند، بنابراین روایت از نظر فیشر هم با جهان واقعی و هم با جهان داستانی در ارتباط است. به باور او تمام ارتباطات انسانی زیرمجموعۀ روایت هستند، بنابراین فهمیدن روایت‌ها مساوی با درک ارتباطات انسانی است. فیشر مدعی است که تمام ارتباطات انسانی را می‌توان گونه‌ای از روایت دانست و همۀ انسان‌ها را روایت‌گران و شنوندگان روایت قلمداد کرد. پارادایم روایت فیشر در مقابل پارادایم منطقی جهان قرار می‌گیرد، یعنی در حقیقت فیشر نظریۀ پارادایم روایت را در واکنش به نظریۀ پارادایم منطقی جهان مطرح می‌کند. مقصود فیشر از پارادایم منطقی جهان آن است که نظامِ منطقِ استدلالی جهان را تعریف می‌کند. در واقع پاردایمِ منطقی جهان بر این اصل استوار است که انسان‌ها موجودات منطقی‌ای هستند که بر پایۀ استدلال و برهان ارتباط برقرار می‌کنند. سال‌ها باور بر این بود که انسان موجودی منطقی و استدلالی است که از رهگذر نظامی استدلالی می‌اندیشد و زندگی خود را بر اساس آن هدایت می‌کند. باری فیشر معتقد است که در تمام این سال‌ها این نکته از خاطرها پنهان مانده بود که آنچه بر تفکر نوع بشر حاکم است منطقِ استدلالی نیست، بلکه منطقِ روایت است. از نظر فیشر بر خلاف آنچه تا قرن‌ها گمان می‌رفت، انسان موجودی منطقی نیست که اساس دانایی او را نظام منطق استدلالی شکل دهد، بلکه انسان ذاتاً موجودی روایت‌گر است و در نتیجه منطقِ روایت بر ذهن او حاکم است . 